# Benedict Cumberbatch
Benedict Cumberbatch, punim imenom Benedict Timothy Carlton Cumberbatch (* London, Ujedinjeno Kraljevstvo, 19. srpnja 1976.), engleski, filmski, televizijski i kazališni glumac, poznat po ulogama inteligentnih likova, svom dubokom rezonantnom glasu i neobičnom prezimenu (u prijevodu, kupka od krastavca). Svjetsku popularnost stekao je 2010. godine ulogom fiktivnog detektiva Sherlocka Holmesa u britanskoj kriminalističkoj televizijskoj seriji Sherlock, za koju je dobio Nagradu Emmy za udarne termine. Za uloge u filmovima Igra oponašanja (2014.) i Šape pasje (2021.) dobio je nominaciju za Oscara za najboljeg glavnog glumca, za nagradu BAFTA, Zlatni globus i američkog udruženja glumaca.
Veliku popularnost stekao je i ulogama u Marvel Cinematic Universeu (MCU) gdje glumi čarobnjaka Doctora Strangea u filmovima Doktor Strange, Thor: Ragnarok (2017.), Osvetnici: Rat beskonačnosti (2018.) i Osvetnici: Završnica (2019.), Spider-Man: Put bez povratka (2021.) te u nadolazećem nastavku naslovne uloge, filmu Doktor Strange u Multiverzumu Ludila (2022.).
Godine 2015. britanska kraljica Elizabeta II. odlikovala ga je Redom Britanskog Carstva.

## Životopis
Rođen je u Londonu u glumačkoj obitelji, budući da su mu oboje roditelja bili glumačke profesije. Roditelji su mu Timothy Carlton (rođen kao Timothy Carlton Congdon Cumberbatch) i Wanda Ventham. Školovao se u školi Brambletye u West Sussexu i u školi Harrow. Tijekom školovanja glumio je u kazališnim predstavama. Po završetku srednjoškolskog obrazovanja uzeo je godinu pauze te je otišao u Indiju gdje je podučavao tibetanske budističke redovnike engleski jezik. Po povratku u Ujedinjeno Kraljevstvo studirao je dramu na Sveučilištu u Manchesteru i stekao diplomu iz klasične glume na Londonskoj akademiji glazbene i dramske umjetnosti.
Na početku glumačke karijere koristio je očevo glumačko prezime Carlton, ali je ohrabren svojim kolegama počeo koristiti vlastito neobično prezime, kako bi stekao veću profesionalnu pažnju. Godine 2001. počeo je glumiti u drama Williama Shakespeara te je glumio u londonskim kazalištima idućih nekoliko godina. Od 2002. postao je poznata televizijska osoba glumeći sporedne uloge u televizijskim serijama. Godine 2005. dobio je nominaciju za nagradu BAFTA za tumačenje uloge Stephena Hawkinga u biografskom filmu Hawking (2004.). Njegova prva značajnija filmska uloga bila je u britansko-američkoj biografskoj drami Beskrajna milost (2006.).
Godine 2010. pojavio se u BBC-ovoj kriminalističkoj seriji Sherlock utemeljenoj na poznatom liku Sir Arthura Conana Doylea, koja je smjestila likove viktorijanskog doba u 21. stoljeće. Ta serija donijela mu je veliku popularnost širom svijeta, a 2014. godine i nagradu Emmy.
Godine 2013. glumio je glavnog negativca Khana u holivudskom blockbusteru Zvjezdane staze: U tami, a iste je godine glumio u američkoj povijesnoj drami 12 godina ropstva te u znanstveno-fanstastičnom filmu Petera Jacksona Hobit: Smaugova pustoš nastalom po romanu Hobit J. R. R. Tolkiena, u kojem daje glas Smaugu te lik i glas Sauronu. Godine 2014. glumi u filmu Igra oponašanja za što dobiva nominacije za najvažnije glumačke nagrade, a iste godine reprizira i u ulogu u filmu Hobit: Bitka pet vojski.
Godine 2016. odigrao je naslovnu ulogu u znanstveno-fantastičnom filmu Doktor Strange iz dijela Marvel Cinematic Universea, a istu je reprizirao i sljedećih godina kao sporednu u drugim filmskim instalacijama istog proširenog filmskog svemira.

## Odabrana filmografija
| Godina | Film                                 | Uloga                       | Bilješke          |
| ------ | ------------------------------------ | --------------------------- | ----------------- |
| 2003.  | Ubiti kralja                         | rojalist                    |                   |
| 2006.  | Beskrajna milost                     | premijer William Pitt mlađi |                   |
| 2007.  | Okajanje                             | Paul Marshall               |                   |
| 2008.  | Dvije sestre za kralja               | William Carey               |                   |
| 2011.  | Put rata                             | bojnik Jamie Stewart        |                   |
| 2012.  | Hobit:Neočekivano putovanje          | Samug i Nekromant           | odraz lika i glas |
| 2013.  | Zvjezdane staze: U tami              | Khan Noonien Singh          |                   |
| 2013.  | 12 godina ropstva                    | William Prince Ford         |                   |
| 2013.  | Tajne petog staleža                  | Julian Assange              |                   |
| 2013.  | Hobit: Smaugova pustoš               | Smaug i Sauron              | odraz lika i glas |
| 2014.  | Igra oponašanja                      | Alan Turing                 |                   |
| 2015.  | Crna misa                            | William M. Bulger           |                   |
| 2016.  | Doktor Strange                       | dr. Stephen Strange         |                   |
| 2017.  | Thor: Ragnarok                       | dr. Stephen Strange         |                   |
| 2018.  | Osvetnici: Rat beskonačnosti         | dr. Stephen Strange         |                   |
| 2019.  | Osvetnici: Završnica                 | dr. Stephen Strange         |                   |
| 2021.  | Šape pasje                           | Phil Burbank                |                   |
| 2021.  | Spider-Man: Put bez povratka         | dr. Stephen Strange         |                   |
| 2022.  | Doktor Strange u Multiverzumu Ludila | dr. Stephen Strange         |                   |